# Rolf Olinger
Rolf Olinger (n. 17 decembrie 1924, Engelberg, Cantonul Obwald, Elveția – d. 25 iunie 2006) a fost un schior alpin ce a reprezentat Elveția, medaliat olimpic. A participat la o ediție a Jocurilor Olimpice (1948) în care a câștigat o medalie de bronz.

## Participări
Lista de mai jos prezintă principalele competiții la care a participat Rolf Olinger de-a lungul carierei.
- alpine skiing at the 1948 Winter Olympics – men's downhill[*]